# Arizonawaldsänger
Der Arizonawaldsänger (Setophaga graciae, Syn.: Dendroica graciae) ist ein kleiner Vogel aus der Familie der Waldsänger. Er wurde 1864 in den Rocky Mountains von dem Historiker, Ornithologen und Autor Samuel Elliott Coues entdeckt. Die englische Bezeichnung "Grace's Warbler" wählte Coues nach seiner Schwester Grace Darling Coues. 1865 beschrieb Spencer Fullerton Baird den Vogel wissenschaftlich und behielt den Namen bei. 
Arizonawaldsänger haben eine Körperlänge von etwa elf bis dreizehn Zentimetern. Das Oberseitengefieder hat eine graue Farbe mit schwarzen Streifen und zwei weiße Flügelstäbe auf den Flügeldecken. Das Unterseitengefieder trägt eine weiße Farbe mit einem gelben Kehl- und Brustgefieder. An den Flanken befinden sich schwarze Streifen. 
Wie die meisten Waldsängerarten ernährt sich der Arizonawaldsänger überwiegend von Insekten. 
Arizonawaldsänger bewohnen in der Brutzeit offene gemischte Kiefernwälder in den Bergen im Westen und Südwesten von Nordamerika und in Nordmexiko. Über den Winter wandern sie nach Mittelamerika wie Nicaragua.